# Đảng Liên hiệp Dân tộc

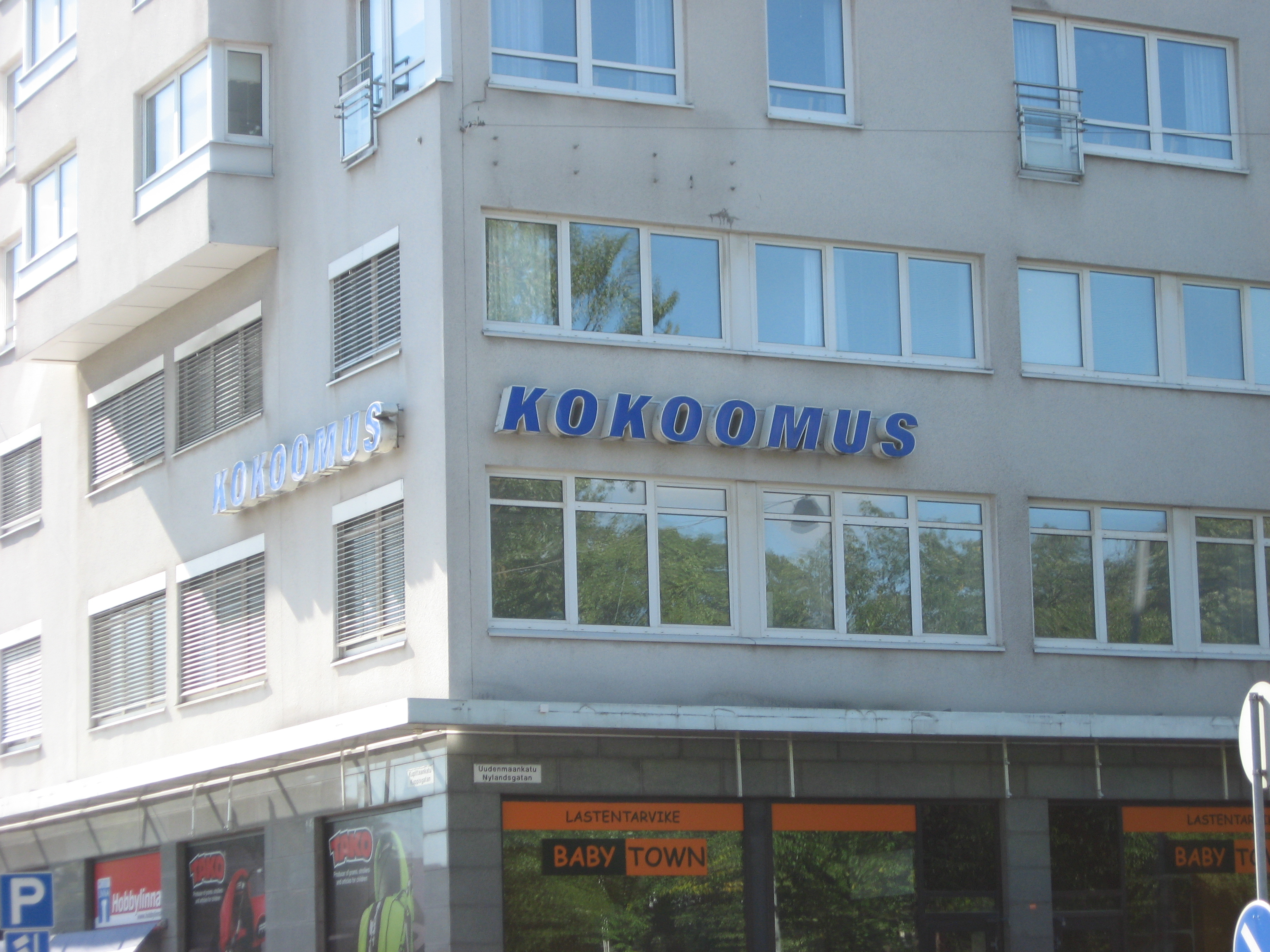
Văn phòng Turku của Đảng Liên hiệp dân tộc.

Đảng Liên hiệp dân tộc (tiếng Phần Lan: Kansallinen Kokoomus rp, Kok; tiếng Thụy Điển:.. Samlingspartiet rp, SAML) là một đảng chính trị theo đường lối tự do bảo thủ ở Phần Lan được thành lập vào năm 1918.
Đảng Liên hiệp dân tộc là một trong ba đảng lớn nhất ở Phần Lan, cùng với Người Phần Lan thực sự và Đảng Dân chủ xã hội. Nền tảng chính trị của đảng này dựa trên "tự do cá nhân và trách nhiệm, bình đẳng, dân chủ phương Tây và hệ thống kinh tế, nguyên tắc nhân đạo và chăm sóc." và là một thành viên của Đảng Nhân dân châu Âu (EPP). 
Đảng này đã nhận được khoảng 20% phiếu bầu trong cuộc bầu cử quốc hội vào những năm 1990 và những năm 2000. Đảng này giành 50 trong số 200 ghế trong cuộc bầu cử quốc hội năm 2007 và đã đạt được một chỗ ngồi bổ sung khi Merikukka Forsius tách khỏi Đảng Xanh vào tháng 2 năm 2008. Năm 2008 cuộc bầu cử thành phố, Đảng Liên minh Quốc gia đã vượt qua Trung tâm của Đảng và trở thành đảng phổ biến nhất.

## Đường lối và Lý tưởng
Đảng Liên hiệp dân tộc muốn xây dựng một xã hội mà lựa chọn riêng, hy vọng và nhu cầu thiết của từng người thiết lập đường lối phát triển.
Đảng bảo vệ "quyền tự do cá nhân và thúc đẩy các cơ hội của người dân để có những lựa chọn, nhưng không bỏ qua trách nhiệm của mọi người đối với cuộc sống riêng, của đồng bào và môi trường. Hệ tư tưởng của đảng là kết hợp. tự do dân chủ, trách nhiệm và bình đẳng". của bên các giá trị cơ bản được giáo dục, khoan dung, thỏa mãn và chăm sóc.
Đảng này có một số hướng chính trị. Trong vấn đề quốc tế, đảng đã xem Liên minh châu Âu trong nhiều mặt tích cực hơn so với bất kỳ đảng nào khác . Đảng cũng hỗ trợ cho tìm kiếm các thành viên trong Tổ chức Hiệp ước Bắc Đại Tây Dương. Đảng này muốn xây dựng "Liên minh châu Âu mạnh mẽ hơn về kinh tế và chính trị, đảng này dự tính là Liên minh châu Âu là một nhân tốhiệu quả hơn và có vai trò nổi bật hơn trong nền chính trị thế giới".
Các cuộc thăm dò đến thời điểm năm 2008 cho thấy đảng này được xem tích cực nhất bởi nhiều người Phần Lan. Ngày càng nhiều gia nhập đảngnayf còn hai đảng lớn khác thì giảm sút số đảng viên. Trong số ba đảng lớn ở Phần Lan, Đảng Liên hiệp dân tộc có tỷ lệ nữ cao nhất. Và là đảng được ưa thích nhất đối với thế hệ trẻ.

## Tổ chức
Mọi người có thể tham gia tổ chức thành viên khác nhau trong đảng.
Liên hiệp Sinh viên của Đảng Liên hiệp quốc gia là liên minh chính trị lớn nhất của phong trào sinh viên ở Phần Lan.
Liên đoàn Phụ nữ của đảng (Kokoomuksen Naisten Liitto, hay viết tắt Kokoomusnaiset) tập hợp phụ nữ với nhau và tập trung vào việc cải thiện bình đẳng giới ở Phần Lan và trên thế giới. Tổ chức này tin rằng "phụ nữ và nam giới phải có các cơ hội và quyền như nhau trong cuộc sống, lớn lên, nhận được giáo dục, tham gia, làm việc và chăm sóc".
Nhiều người nhập cư đã tham gia vào những người nhập cư quốc gia (Phần Lan: Kansalliset Maahanmuuttajat, Kamut)., một nhóm người nhập cư do Thổ Nhĩ Kỳ-sinh Hulya Kytö từ Turku.

## Lịch sử
Đảng này được thành lập ngày 09 tháng mười 12 năm 1918, sau cuộc nội chiến Phần Lan, bởi đa số của Đảng Phần Lan và thiểu số của Đảng Phần Lan trẻ ủng hộ chế độ quân chủ Đảng Trẻ.
(Ngày trước đó những người cộng hòa của cả hai đảng đã thành lập Đảng Tiến bộ dân tộc.) Các cuộc họp sáng lập tuyên bố: "Một liên minh quốc gia là cần thiết thông qua các đường lối cũ của đảng đã bị mất ý nghĩa và đã từ lâu có các công dân suy nghĩ như nhau chia rẽ. Nhiệm vụ lớn này của liên minh phải làm việc để tăng cường sức mạnh dân tộc để trì xã hội. Trật tự xã hội pháp luật phải được tôn trọng nghiêm ngặt và không được có thỏa hiệp với cách mạng. Nhưng cải cách có tính xây dựng được xác định đồng thời phải được theo đuổi. Đảng đã tìm cách thực hiện điều này bằng cách ủng hộ chế độ quân chủ lập hiến và, nếu không thì các quyền lực chính quyền mạnh mẽ trong khuôn khổ cộng hòa, và bằng cách thực hiện một số cải cách xã hội và kinh tế, chẳng hạn như giáo dục bắt buộc, chăm sóc sức khỏe phổ quát, và thu nhập tiến bộ và thuế tài sản.

## Danh sách chủ tịch đảng
- Hugo Suolahti (1918–1919)
- Eemil Nestor Setälä (1920)
- Antti Tulenheimo (1921–1924)
- Hugo Suolahti (1925)
- Kyösti Haataja (1926–1932)
- Paavo Virkkunen (1932–1933)
- Juho Kusti Paasikivi (1934–1936)
- Pekka Pennanen (1936–1942)
- Edwin Linkomies (1943–1944)
- K. F. Lehtonen (1945)
- Arvo Salminen (1946–1954)
- Jussi Saukkonen (1955–1965)
- Juha Rihtniemi (1965–1971)
- Harri Holkeri (1971–1979)
- Ilkka Suominen (1979–1991)
- Pertti Salolainen (1991–1994)
- Sauli Niinistö (1994–2001)
- Ville Itälä (2001–2004)
- Jyrki Katainen (2004–)